# Апатинска пивара
Апатинска пивара је пивара са седиштем у Апатину. Једна је од најстаријих пивара у Србији са највећим процентом тржишног учешћа, основана 1756. године. По производном капацитету налази се на првом месту у земљи. Спонзор је Драгачевског сабора.

## Историја
За разлику од осталих типских пивара у то бреме у Србији, царска комора је 1756. пивару у Апатину изградила по узору на европске пиваре.
Производни капацитет до краја 19. века износи 12.000 хектолитара.
1950. године Апатинска пивара по опремљености и количинама доспева на врх пиварске индустрије у Земљи.
2012. Апатинска пивара постаје део Молсон Корс компаније.
У пивари се производи популарно Јелен пиво, које је име добило према дивљачи која је распрострањена у подручју Апатина, а поседује и лиценцу за пуњење чешког пива Старопрамен.